# 泰勒氏短革單棘魨
泰勒氏短革單棘魨為輻鰭魚綱魨形目鱗魨亞目單棘魨科的其中一種，分布於西太平洋區，包括巴布亞紐幾內亞、澳洲及馬紹爾群島等海域，棲息深度8-35公尺，成魚在頭部與身體上是淡黃綠色的有很多的細深褐色的線與斑點，背鰭硬棘2枚;背鰭軟條27-29枚;臀鰭軟條23-27枚，體長可達5公分，棲息在珊瑚礁區，生活習性不明。

## 扩展阅读
維基物種上的相關：泰勒氏短革單棘魨